# Hanbin
Hanbin är ett stadsdistrikt och säte för stadsfullmäktige i Ankang i Shaanxi-provinsen i nordvästra Kina. Det ligger omkring 150 kilometer söder om provinshuvudstaden Xi'an.